# Тирняне
Тирня́не (болг. Търняне) — село у Видинській області Болгарії. Входить до складу общини Видин.

## Населення
За даними перепису населення 2011 року у селі проживали 185 осіб.
Національний склад населення села:
| Національність   | Кількість осіб | Відсоток |
| ---------------- | -------------- | -------- |
| болгари          | 168            | 90,8%    |
| цигани           | 13             | 7,0%     |
| інша             | 0              | 0%       |
| Всього відповіли | 185            |          |

Розподіл населення за віком у 2011 році:
Динаміка населення: